# Pelita (Bagan Sinembah)
Pelita is een bestuurslaag in het regentschap Rokan Hilir van de provincie Riau, Indonesië. Pelita telt 1611 inwoners (volkstelling 2010).